# Austroaeschna muelleri
Austroaeschna muelleri är en trollsländeart som beskrevs av Günther Theischinger 1982. Austroaeschna muelleri ingår i släktet Austroaeschna och familjen mosaiktrollsländor. Inga underarter finns listade i Catalogue of Life.